# Schwertnasen
Die Schwertnasen (Lonchorhina) sind eine Fledermausgattung aus der Unterfamilie der Lanzennasen (Phyllostominae) mit fünf Arten. Sie sind in Mittel- und Südamerika, von Mexiko bis Südost-Brasilien, verbreitet.
Schwertnasen haben ihren Namen von ihrem stark verlängerten Nasenblatt, dessen Spitze höher als der Schädel liegen kann. Die Ohren sind ebenfalls groß und zugespitzt. Diese Anpassungen dienen dem Senden und Empfangen von Ultraschalllauten, mit denen sie sich orientieren und Beute lokalisieren können. Das Fell dieser Tiere ist meist rotbraun gefärbt. Mit einer Kopfrumpflänge von 51 bis 74 Millimetern und einem Gewicht von 9 bis 14 Gramm zählen sie zu den kleineren Vertretern der Lanzennasen.
Schwertnasen bewohnen unterschiedlichste Lebensräume, sie leben sowohl im Regenwald als auch in trockenen Savannen. Sie sind nachtaktiv und schlafen tagsüber in Gruppen von bis zu 500 Tieren in Höhlen oder Felsspalten. Oft teilen sie sich ihre Quartiere mit anderen Fledermausarten, zum Beispiel mit den Kurzschwanzblattnasen. Erst bei völliger Dunkelheit verlassen sie ihre Unterschlupfe, um auf Beutejagd zu gehen. Schwertnasen ernähren sich fast ausschließlich von Insekten und Spinnen. Die Fortpflanzung ist saisonal gesteuert, meistens in der Regenzeit kommt ein einzelnes Jungtier zur Welt.
Es werden fünf Arten unterschieden:
- Die Eigentliche Schwertnase (Lonchorhina aurita) ist von Mexiko bis Bolivien und dem südlichen Brasilien verbreitet.
- Die Orinoco-Schwertnase (Lonchorhina orinocensis) lebt in Südost-Kolumbien und Süd-Venezuela.
- Die Fernandez-Schwertnase (Lonchorhina fernandezi) ist nur aus dem südlichen Venezuela bekannt.
- Die Marinkelle-Schwertnase (Lonchorhina marinkellei) ist von Kolumbien bis Französisch-Guyana verbreitet.
- Die Nördliche Schwertnase (Lonchorhina inusitata) lebt im nordöstlichen Südamerika und wurde erst 1997 als Art beschrieben.

Durch die Zerstörung ihres Lebensraumes sind die Schwertnasen bedroht, die IUCN listet L. fernandezi und L. marinkellei als gefährdet.